# La 317e Section (film)
Pour plus de détails, voir Fiche technique et Distribution.
La 317e Section  est un film franco-espagnol réalisé par Pierre Schoendoerffer, sorti en 1965, adapté de son propre roman publié en 1963.

## Synopsis
L'histoire de six journées de guerre. En mai 1954, durant la guerre d'Indochine, la 317e section locale supplétive composée de quatre Français et de quarante et un Laotiens reçoit l'ordre d'abandonner le petit poste isolé de Luong Ba au Laos près de la frontière avec le Tonkin au Viêt Nam, pour rallier une colonne partie au secours du camp retranché de Diên Biên Phu dans le cadre de l'Opération D.
Il faut rejoindre Tao Tsaï, à cent cinquante kilomètres plus au sud, et s'user en affrontant la forêt hostile, l'eau, les intempéries, les fièvres et les forces communistes Việt Minh qui déferlent de concert sur la section.
Durant la marche, les soldats apprennent avec consternation la chute du camp retranché de Diên Biên Phu.
La section est commandée par un officier, assisté de trois sous-officiers français et d'un sous-officier laotien. Arrivé quinze jours plus tôt, l'officier, le jeune sous-lieutenant Torrens vient tout juste de sortir de formation à Saint-Cyr. Il est secondé par l'adjudant Willsdorff, Alsacien incorporé contre son gré dans la Wehrmacht, vieux routier de la Seconde Guerre mondiale sur le front de l'est. Les sergents Roudier, Perrin et Ba Kut complètent l'encadrement.
La progression de la section est ponctuée d'embuscades et de morts. L'inexpérience et la bonne volonté de l'officier, qui détient le commandement, sont sans cesse confrontées au pragmatisme et aux efficaces réflexes de guerre du sous-officier. La compréhension et le respect se nouent peu à peu entre eux.

## Personnages
Jacques Perrin interprète le personnage du sous-lieutenant Torrens et Bruno Cremer celui de l'adjudant Willsdorff, frère du lieutenant de vaisseau Willsdorff, dont il est question dans Le Crabe-tambour, autre film de Pierre Schoendoerffer.

## Fiche technique
- Réalisation : Pierre Schoendoerffer, assisté de Philippe Fourastié
- Scénario et dialogues :  Pierre Schoendoerffer d'après son roman éponyme
- Production : Georges de Beauregard et Benito Perojo
- Photographie : Raoul Coutard
- Cadreur : Georges Liron
- Son : Jean Nény
- Musique : Pierre Jansen et Gregorio García Segura (en)
- Montage : Armand Psenny
- Attaché de presse : Bertrand Tavernier
- Pays d'origine :  France |  Espagne
- Genre : Film dramatique, Film de guerre
- Format : 1.66:1
- Budget : 700 000 FRF[5],[6]
- Durée : 100 minutes
- Date de production : 1964
- Date de sortie en France : 31 mai 1965
- Affiche : René Ferracci (France)

## Distribution
- Jacques Perrin : le sous-lieutenant Torrens
- Bruno Cremer : l'adjudant Willsdorff
- Pierre Fabre : le sergent Roudier
- Manuel Zarzo (doublé par Maurice Sarfati) : le caporal Perrin
- Boramy Tioulong : le sergent supplétif Ba Kut

## Production

### Tournage
Tourné essentiellement dans les forêts et clairières de la province de Mondol Kiri au Cambodge durant six semaines en août et septembre 1964, il s'agit de l'un des rares films français réalisés sur la guerre d'Indochine. Pierre Schoendoerffer, qui a été cinéaste aux armées pendant cette guerre et a notamment été témoin du siège de Ðiện Biên Phủ, a voulu donner un réalisme quasiment documentaire à son film avec une prise de vue faite caméra à l'épaule. Partant d'un poste de l'armée Khmère situé à 80 kilomètres de Sen Monorom, traversant jungles et rivières pour arriver à des zones plus clairsemées avant d'aboutir aux abords d'une grande cascade pour la scène finale du film ; il a obligé acteurs et techniciens à vivre et à bivouaquer au cœur de la forêt cambodgienne pendant un mois, rendant le tournage particulièrement pénible. « J'ai imposé à tout le monde la vie militaire », dira le cinéaste. « Un film sur la guerre ne peut pas se faire dans le confort. Tous les matins, nous nous levions à 5 heures et nous partions en expédition à travers la jungle. Nous étions ravitaillés par avion toutes les semaines. La pellicule était expédiée à Paris dans les mêmes conditions. De là-bas, on nous répondait télégraphiquement « Bon » ou « Pas bon ». »
Pierre Schoendoerffer, certains de ses collaborateurs tels que le chef-opérateur Raoul Coutard, les comédiens Jacques Perrin et Boramy Tioulong, ont évoqué en détail l'expérience unique qu'a été pour eux le tournage au Cambodge de La 317e Section dans le documentaire Pierre Schoendoerffer, la sentinelle de la mémoire  réalisé en 60 minutes par Raphaël Millet en 2011.

Lieux de tournage
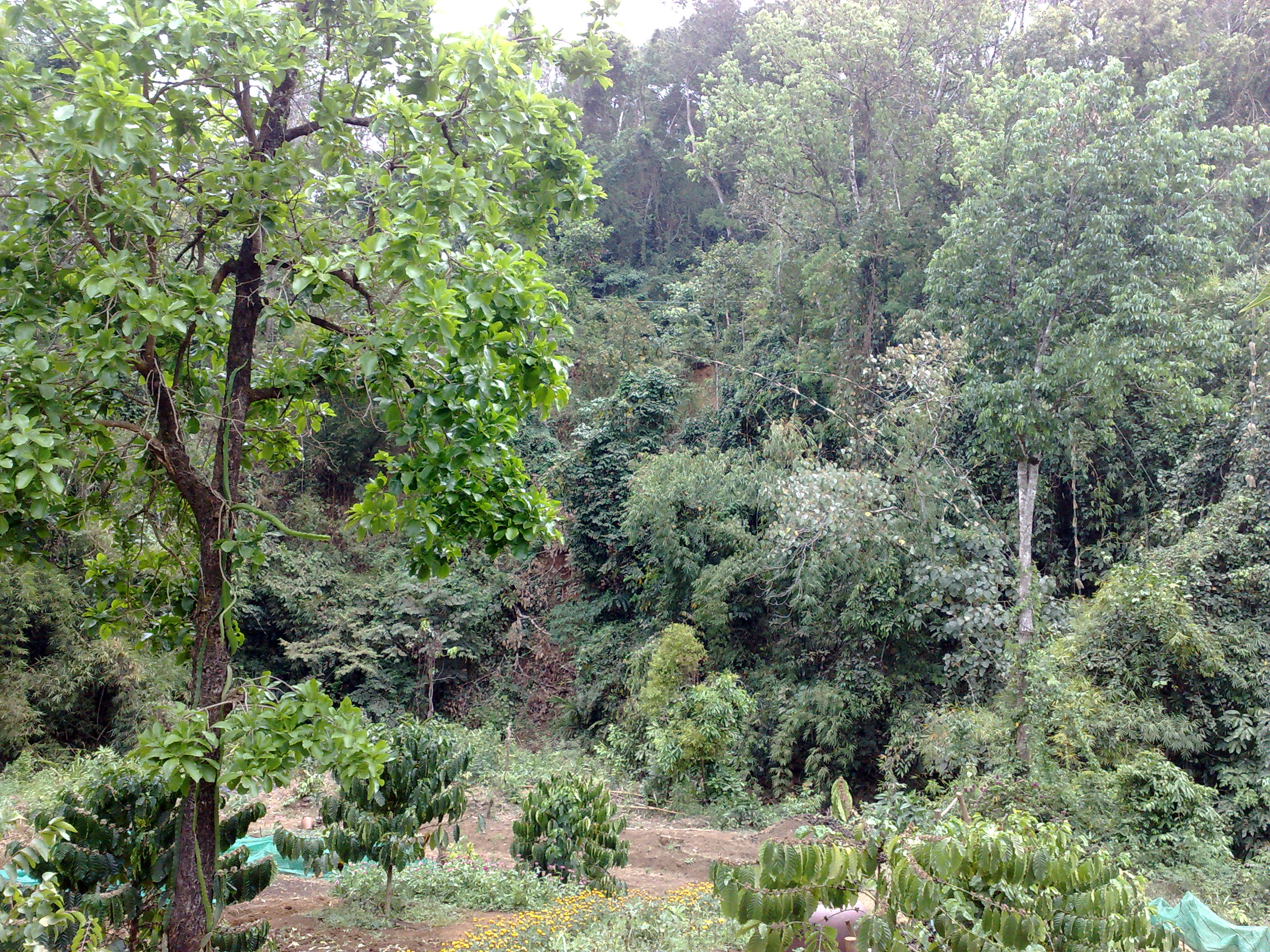
Forêt primaire proche de la ville de Sen Monorom, dans la province de Mondol Kiri.
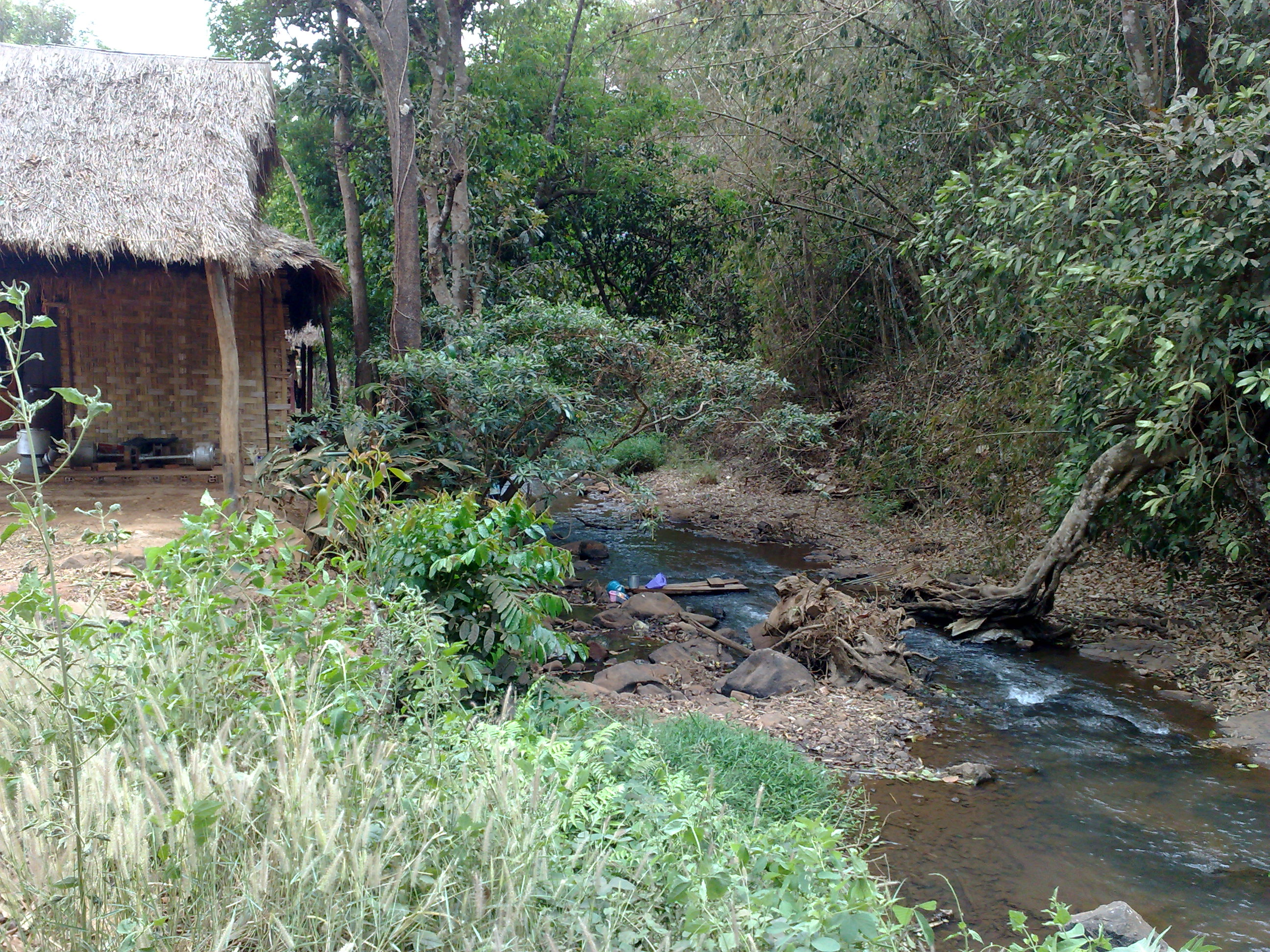
Rivière au milieu de la forêt près de Sen Monorom.
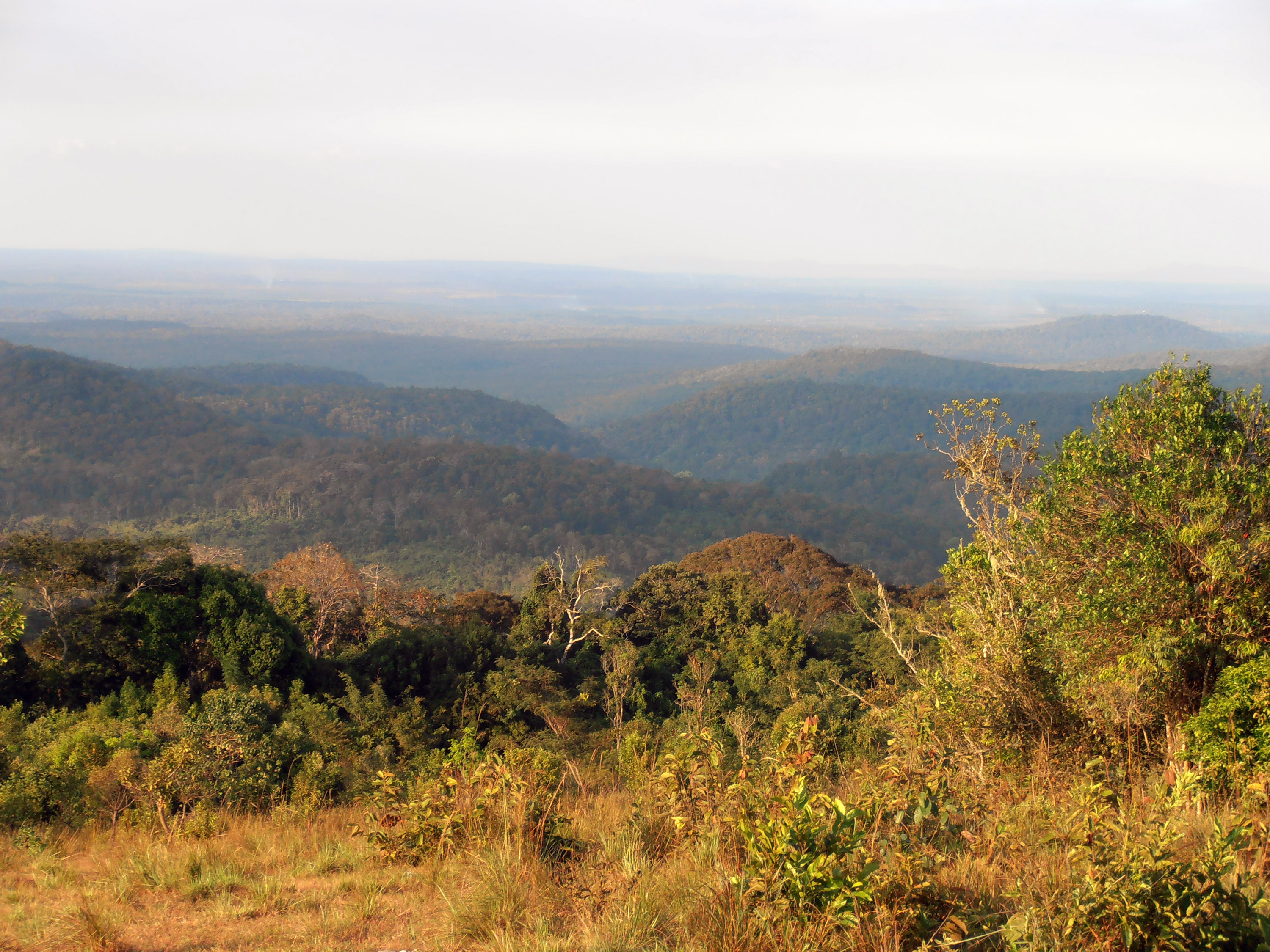
Zone plus montagneuse du Mondol Kiri (scènes centrales du film).
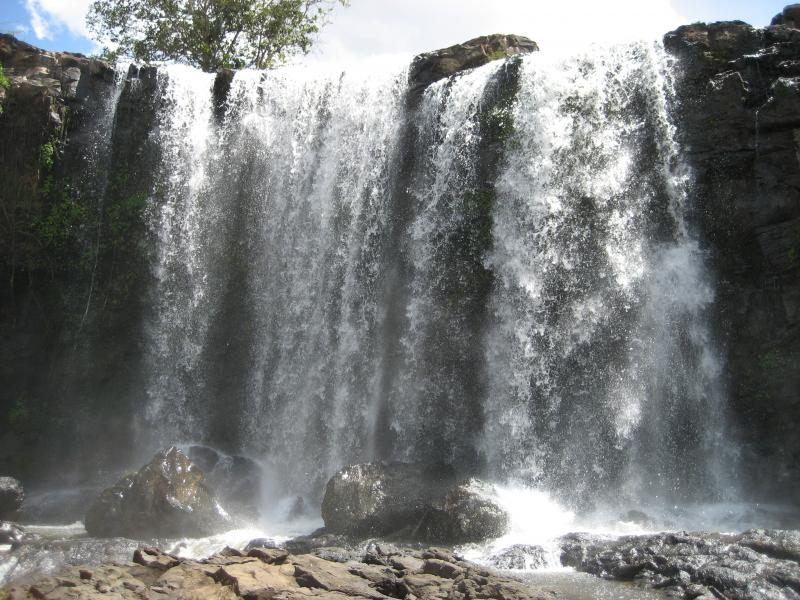
Grande chute d'eau située à proximité de la frontière vietnamienne (scène finale).

### Bande originale

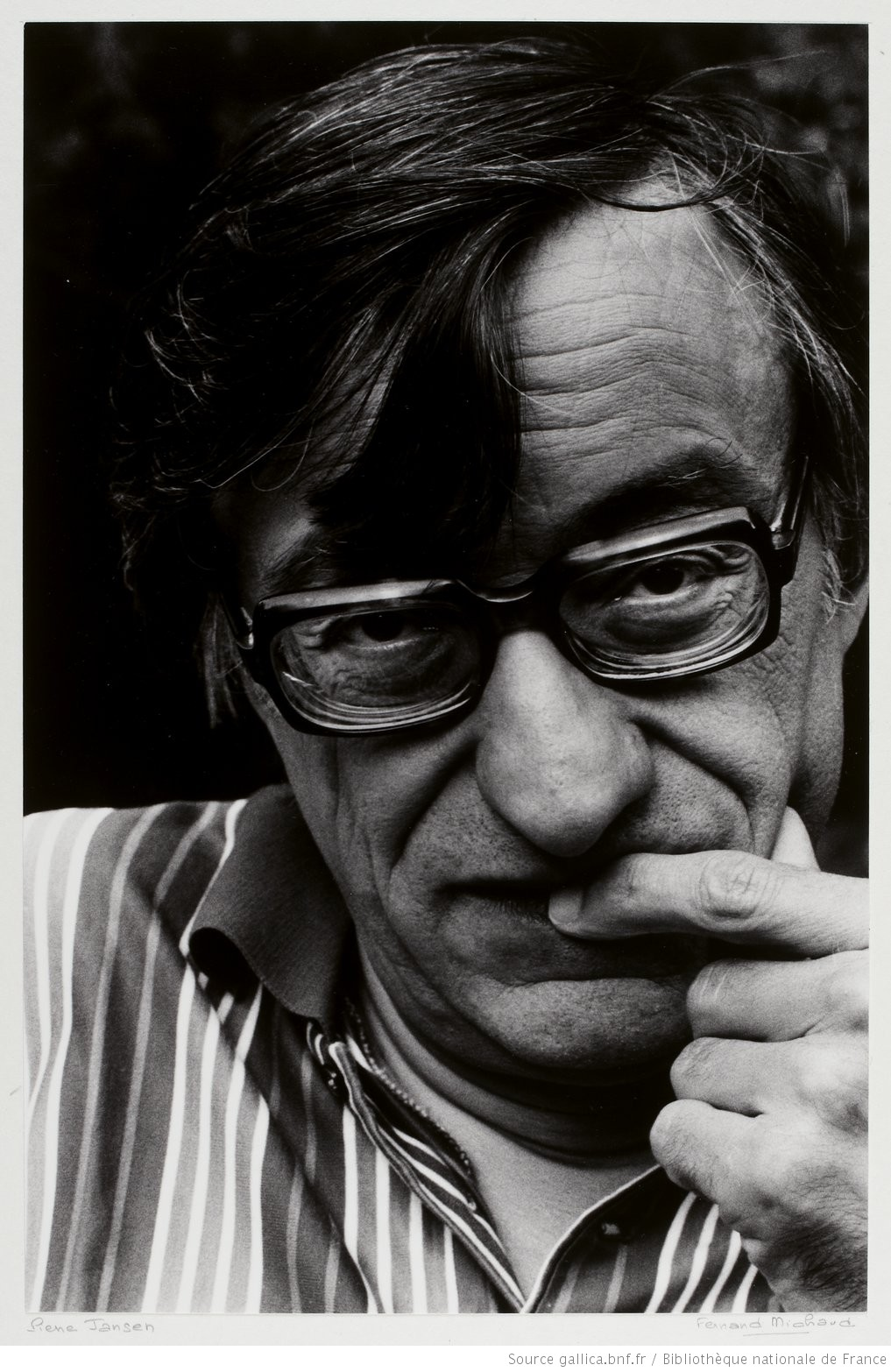
La Section est la première collaboration de Pierre Jansen avec Pierre Schoendoerffer.

Après deux longs-métrages mis en musique par Louiguy (musicien plus à l'aise dans le registre populaire), Pierre Schoendoerffer décide de faire appel au compositeur Pierre Jansen pour La 317e Section. Ce dernier, qui a déjà à son actif une dizaine de compositions essentiellement symphoniques pour le grand écran est surtout connu en tant que collaborateur régulier de Claude Chabrol, et ne travaillera qu'à deux reprises pour Schoendoerffer.
Très au fait de la réputation du musicien à l'époque, le réalisateur affirmait en 2007 : « Jansen, c'est un grand compositeur, vous voyez, il ne faisait pas de la musique électronique ». Interrogé le 8 février 2008 par sa biographe Bénédicte Chéron, Pierre Schoendoerffer a indiqué qu'il désirait « peu de musique, seulement pour souligner des éléments ». Très marqué par le second mouvement en forme de marche funèbre de la troisième symphonie de Ludwig van Beethoven, il tenait également à faire intervenir la voix humaine, que l'on retrouve dans la partition sous la forme d'un chœur accompagné par un orchestre symphonique au complet.
Plus influencée par l'esthétique heurtée et moderniste d'un Igor Stravinsky, la partition de La 317e Section réutilise tout de même le principe de « marche » que Beethoven imagina dès les premières mesures du second mouvement de sa 3e symphonie ; respectant en cela le désir initial du réalisateur d'un thème « lancinant » qui « avance » et qui « revient, avec des nuances ». Dirigée par le chef d'orchestre André Jouve, la composition de Pierre Jansen a été au final très appréciée par Schoendoerffer qui a confié à sa biographe : « Le musicien a fait une très très belle musique ».
Peu gâtée par le disque, la bande originale de La 317e Section a été publiée pour la première fois en 1982 sur la 4e face d'une compilation de RCA Records, avant d'être rééditée en CD, sur la seconde piste d'une autre compilation sortie en 1991 chez Hortensia.

## Accueil

### Accueil critique
« À l'inverse des esthètes en chambre, Pierre Schoendoerffer connaît le terrain. Il décrit les corps, les lieux, les embuscades, avec une aisance de vieil armurier. Avant La 317e Section, le film de guerre français n'existait pas. La 317e écrase sans effort les neuf dixièmes du cinéma français. Pour une fois, « ça bouge ». »

— Michel Mardore, Lui, no 17, mai 1965

« Je suis profondément antimilitariste et c’est la première fois que je comprends des militaires de métier. La mort du sous-lieutenant me scandalise toujours autant, mais Schoendoerffer a réussi à me faire admettre que le sous-lieutenant, selon son échelle de valeurs à lui, n’est pas mort pour rien. Je n’en suis pas encore revenu. J’ai compris ce que signifiait l’honneur pour lui. »

— Jean-Louis Bory, Le Nouvel Observateur.
En 2018, l'historien britannique Antony Beevor déclare qu'il considère la 317e Section comme le plus grand film de guerre jamais réalisé.

### Postérité
La version longue d'Apocalypse Now, Apocalypse Now Redux, qui incorpore des scènes inédites avec Aurore Clément, contient une référence explicite à La 317e Section à travers la métaphore de l'œuf (« Le blanc part mais le jaune reste »).

## Distinctions

### Récompenses
- Prix du meilleur scénario pour Pierre Schoendoerffer au Festival de Cannes en 1965.
- Le film fut présélectionné pour la Palme d'or lors du même festival.

## Analyse
Ce long-métrage raconte l'histoire de la dramatique évacuation de la garnison d'un poste isolé, une section locale supplétive ravitaillée par voie aérienne, et de son pénible repli à travers la jungle jusqu'à son anéantissement, ses effectifs passant de 45 soldats à 4 combattants après la mort du sous-lieutenant Torrens en fin de film. Si le roman débute le 26 avril 1953, l'histoire du film débute le mardi 4 mai 1954 à 18 h 00 et se finit trois jours après la fin de la bataille de Diên Biên Phu le lundi 10 mai 1954 à 15 h 30. Ce changement de datation donne l'impression d'un dramatique effondrement général dans cette longue marche où fondent les effectifs, ce qui n'est pas sans rappeler le thème de La Patrouille perdue. Tout un monde s'effondre, les populations les plus amicales ne savent plus que conseiller « Di vê mau lên » (« Partir vite ! »).
Le film offre plusieurs angles, dont l'importance, pour le chef inexpérimenté, même talentueux, de tirer parti des avis des hommes d'expérience, même moins élevés en grade. Pour l'adjudant Willsdorff, dans la guerre, seule compte l'efficacité.
La force du réalisme épaulée par le noir et blanc confère une grande puissance évocatrice à cette fuite sans espoir, qui dépeint les six ultimes journées de soldats français en Indochine.
En pleine Nouvelle Vague, la 317e Section contient une référence précise au film À bout de souffle, dont le producteur est aussi Georges de Beauregard ainsi que la photographie de Raoul Coutard, lorsque le sous-lieutenant Torrens agonisant dit en regardant sa blessure « Ah c'est dégueulasse », ce à quoi l'adjudant Willsdorff répond « Qu'est-ce que ça veut dire dégueulasse? C'est la guerre ».